# Amy Knight
Amy W. Knight (Chicago, 10 juli 1946) is een Amerikaans historica. Ze is gespecialiseerd in de geschiedenis van de Sovjet-Unie. De New York Times noemde haar de meest vooraanstaande Westerse deskundige op het gebied van de KGB.

## Leven en werk
Knight studeerde aan de Universiteit van Michigan en behaalde in 1977 haar doctoraal aan de London School of Economics (LSE) op het onderwerp politieke geschiedenis van Rusland. Vervolgens doceerde ze aan de Paul H. Nitze School of Advanced International Studies, de Johns Hopkins-universiteit, de George Washington-universiteit en de Carleton University (Ottawa). Daarnaast werkte ze achttien jaar lang voor de Library of Congress als specialist in Russische- en Sovjet-aangelegenheden. In 1993 en 1994 was ze lid van de 'Woodrow Wilson International Center for Scholars'.
Knight maakte als historica vooral naam met haar publicaties in de The New York Review of Books, The Times Literary Supplement en het Canadese tijdschrift The Globe and Mail. Daarnaast schreef ze een drietal veel geprezen werken over de KGB, een biografie van Lavrenti Beria en een op intensief onderzoek gebaseerd boek over de moord op Sergej Kirov.
Knight is getrouwd en heeft drie kinderen.

## Werk
- The KGB: police and politics in the Soviet Union, 1990. Unwin Hyman. ISBN 978-0-04-445718-3.
- Beria: Stalin's First Lieutenant. Princeton University Press, 1995. ISBN 978-0-691-01093-9.
- Spies without cloaks: the KGB's successors. Princeton University Press, 1997. ISBN 978-0-691-01718-1.
- Who killed Kirov?: the Kremlin's greatest mystery. Hill and Wang, 2000. ISBN 978-0-8090-9703-6.
- How the Cold War Began: The Igor Gouzenko Affair and the Hunt for Soviet Spies. Carroll & Graf. ISBN 978-0-7867-1938-9.

## Noot
1. ↑  John Lloyd: The Logic of Vladimir Putin, 19 maart 2000